# ارزیابی‌نشده
ارزیابی‌نشده یا بررسی‌نشده یا گونه بررسی‌نشده Not Evaluated (NE) یک طبقه از گونه‌ها توسط اتحادیه بین‌المللی حفاظت از طبیعت است و به گونه‌هایی گفته می‌شود که توسط این سازمان بررسی دربارهٔ وضعیت ریسک انقراضشان انجام نشده باشد.

## نمونه‌هایی از گونه‌های ارزیابی‌نشده
- پلنگ آفریقایی
- گرگ شمالگان
- شاپرک اطلس
- صدف کبود
- گرگ اوراسیا
- گربه‌وحشی اروپایی
- آناکوندای سبز
- خرس سیاه هیمالیایی
- سوسک ژاپنی
- صدف سیاه مدیترانه
- مورچه دیوانه زرد